# Пітер Голдрайх
Пітер Голдрайх (англ. Peter Goldreich; нар. 14 липня 1939, Нью-Йорк, США) — американський астрофізик, професор Інституту перспективних досліджень та Каліфорнійського технологічного інституту.

## Освіта та кар'єра
1960 року Голдрайх закінчив Корнелльський університет з дипломом бакалавра, а 1963 року в цьому ж університеті захистив докторську дисертацію під науковим керівництвом Томаса Ґолда. У 1963–1964 роках займався науковою роботою в Кембриджському університеті. З 1964 по 1966 рік працював асистент-професором на кафедрі астрономії та геофізики в Каліфорнійському університеті в Лос-Анджелесі.
1966 року перейшов на роботу в Каліфорнійський технологічний інститут, до 1969 року працював на посаді ад'юнкт-професора, після чого отримав «повну професуру» (англ. full professor). 1981 року очолив кафедру астрофізики та планетарної фізики Лі Дюбриджа.

## Наукові досягнення
- 1969 року Голдрайх разом із Аларом Тоомре першими пояснив процес руху полюсів Землі складанням обертальних складових (прецесії і нутації) з силами, що виникають при континентальному дрейфі[8].
- У співпраці з Джорджем Ейбеллом встановив, що утворення планетарних туманностей пов'язане зі скиданням зовнішньої оболонки червоних гігантів при їхньому перетворенні в білих карликів[9].
- 1979 року Голдрайх разом зі Скоттом Тремейном припустили, що кільце F Сатурна обслуговується так званими супутниками-пастухами. Це передбачення було підтверджене спостереженнями та дослідженнями у 1980 році[10][11][12][13]. Також вчені припустили, що кільця Урана утримуються на орбіті планети схожим механізмом, що було підтверджено в 1986 році.
- 1980 року знову у співпраці з Тремейном був запропонований механізм планетарної міграції, який пояснював походження гарячих юпітерів[14][15].

## Визнання
- 1960—1961 — Почесна президентська стипендія Вудро Вільсона[4].
- 1960—1961: Стипендія Ендрю Діксона[4]
- 1961—1963: Стипендія Національної фундації[4]
- 1963—1964: Постдокторська стипендія Національної науково-дослідницької ради[4]
- 1968–1970 — Стипендія Фундації Альфреда Слоуна[4].
- 1972 — Обраний членом Національної академії наук США[16].
- 1973 — Член Американської академії мистецтв та наук[4].
- 1979 — Премія Генрі Норріса Рассела[4][16].
- 1981 — Почесне звання «Каліфорнійський учений 1981 року»[4][17].
- 1985 — Медаль Чепмена[4].
- 1986 — Премія Дірка Брауера[4].
- 1986: Лекція Амос де-Шаліт, Науково-дослідний інститут імені Вейцмана[4].
- 1987: Лекція Томаса Ґолда, Корнелльський університет
- 1992 — Премія Джерарда Койпера[4][18].
- 1993 — Золота медаль Королівського астрономічного товариства[4][16][19].
- 1995 — Національна наукова медаль США[4][16][20][21].
- 2006 — Велика медаль Французької академії наук[5][7][22].
- 2007 — Премія Шао[23].

На честь Пітера Голдрайха названо відкритий 1981 року астероїд 3805 Голдрайх.